# Kobrtschova vila
Kobrtschova vila (někdy též Kobertschova, Kobertscheho nebo zkomoleně Kotrčova vila) je rodinný dům podnikatele Heinricha Kobrtsche v Desné.

## Historie
Investorem vily byl vlastník tanvaldského pivovaru Heinrich Kobrtsch s ženou Antonií. Vila byla vybudována v roce 1895 a od roku 1996 je kulturní památkou. Budova slouží jako městský úřad a na začátku 21. století k ní byl přistavěn bezbariérový vstup. V letech 2016–18 prošla stavba rekonstrukcí, která měla za cíl především snížení energetické náročnost budovy a opravu fasády. Stavba samotná zůstala v původní architektonické podobě.

## Architektura
Jedná se o budovu na přibližně čtvercovém půdorysu s polosuterénem a dvěma nadzemními podlažími. Střecha je velmi členitá, v průběhu rekonstrukcí byly nicméně odstraněny původní vikýře. Fasády jsou bohatě zdobeny římsami a bosáží, okna jsou vsazena v barevně odlišených šambránách – lze ale předpokládat, že původní omítka byla jednobarevná. Hlavní vstup je umístěn v závětří s dřevěnou stěnou se skleněnými výplněmi. Zajímavým prvkem exteriéru je dřevěná dvoupatrová veranda, která je v přízemí nesena na kamenných toskánských sloupech.
Originální projektová dokumentace vily se nezachovala, její architekt tedy není znám.